# Petalium schwarzi
Petalium schwarzi là một loài bọ cánh cứng thuộc họ Ptinidae.